# Theodor Gramann
Theodor Gramann (auch Theodor Grammann genannt; * 1571 in Kulmbach; † 1629 in Kasendorf) war ein deutscher evangelischer Theologe und Pädagoge.

## Leben
Theodor Gramann war ein Sohn des Theologen Nikolaus Gramann (1541–1601). Er studierte ab 1592 an der Universität Wittenberg. Nach dem Abschluss seiner akademischen Ausbildung wurde er 1597 Kantor am Gymnasium in Hof sowie 1600 Lehrer und 1605 Konrektor an derselben Bildungseinrichtung. 1606 wurde er als Rektor an das Gymnasium in Heilsbronn berufen. Diese Stelle bekleidete er bis 1624 und war danach als Pfarrer in Kasendorf tätig, wo er 1629 im Alter von 58 Jahren starb.
Gramanns anonym herausgegebene Genealogie der Markgrafen von Brandenburg (Genealogia synoptica illustrissimae domus Marchionum Brandenburgensium, ex probatis autoribus et monumentis publicis collecta …, 1610) war ein von den Historikern geschätztes, aber nur in geringer Auflage erschienenes Werk.

## Veröffentlichungen
- Genealogia synoptica illustrissimae domus Marchionum Brandenburgensium, ex probatis autoribus et monumentis publicis collecta et continuata usque ad praesentem annum 1610. Hof 1610 (Digitalisat)